# Fiscalité des dons manuels aux associations en France
L'une des sources de financement accessible à toutes les associations à but non lucratif (loi de 1901), les dons manuels ont été soumis en France à plusieurs changements ces vingt dernières années[Quand ?], tant dans la législation que dans la pratique administrative. Inquiétées par le risque de taxation des dons manuels, les associations d'intérêt général ont fini par être exonérées des droits d'enregistrement.

## Régime juridique des dons manuels

### Notion de dons manuels
Un don manuel est littéralement un don effectué « de la main à la main », qui implique le dépouillement du donateur (celui qui donne) et l'enrichissement du donataire (celui qui reçoit). Il se caractérise par une intention libérale, c'est-à-dire une volonté de se dépouiller sans contrepartie en faveur de l'autre. Aussi se distingue-t-il des dons modiques, qui ne sont la cause ni de dépouillement, ni d'enrichissement. Ils sont également à différencier des dons notariés et legs, puisque par définition il n'existe pas d'acte authentifiant la transmission.

### Capacité de recevoir des dons manuels
La loi du 1er juillet 1901 ne prévoyait pas à l'origine que les associations à but non lucratif puissent recevoir des dons manuels. Néanmoins, la pratique administrative a longtemps toléré ce mode de financement pour les associations simplement déclarées qui ne disposaient pas de la grande capacité de recevoir des libéralités, contrairement aux associations reconnues d'utilité publique, aux associations cultuelles, etc. Dès 1955, le ministre de l'Intérieur avait clairement établi que " toutes les associations déclarées quel que soit leur objet statutaire, peuvent encaisser librement des fonds privés sous forme de dons manuels qui, à raison de leur nature même, échappent au contrôle de l'administration ".
Finalement, la loi du 23 juillet 1987 sur le développement du mécénat a explicitement autorisé toutes les associations simplement déclarées à recevoir des dons manuels, sans nécessiter une autorisation administrative préalable.

### Déclaration des dons manuels
Les dons manuels échappent à toute obligation de déclaration, tant pour le donataire que pour le donateur.
Cette absence de déclaration a d'ailleurs été critiquée par un député dans son rapport d'information sur " la lutte contre la fraude et l'évasion fiscales " :
« Ainsi, les donations consenties à des personnes non-parentes n'ont pas nécessairement à être déclarées, et taxées, dès lors que l'administration fiscale ne demande pas d'élément d'information sur elles.

Cette absence de déclaration présente certes l'avantage de la discrétion, mais elle ne va pas dans le sens de l'égalité devant l'impôt. »
Faute de déclaration, celle-ci restant facultative, les dons manuels ne sont donc pas systématiquement soumis aux droits de mutation à titre gratuit. C'est la raison pour laquelle le député Jean-Pierre Brard a proposé en novembre 1999 un amendement visant à soumettre tous les dons, en dehors des présents d'usage, aux droits d'enregistrement. Cet amendement a finalement été refusé.
La déclaration doit se faire sur le formulaire n° 2735 délivré par l'administration.

## Fiscalité pour le donateur
Une réduction d'impôt est possible pour le donateur (impôt sur le revenu pour les particuliers, impôt sur les sociétés pour les entreprises) sous certaines conditions.
Par exemple en 2019, un don à une association reconnue d'utilité publique par un particulier donne droit une réduction d’impôt de 66 % du montant du don.

## Fiscalité pour l'association

### Article 757 du CGI
Cette absence de contrôle administratif sur les dons manuels a plus tard incité le législateur à réviser ce régime fiscal pour deux raisons :
- Premièrement, des transmissions élevées entre parents étaient ainsi faites, sans être soumises aux droits de mutation.
- Deuxièmement, lors d'un contrôle fiscal, lorsque l'agent du fisc découvrait des revenus dissimulés, le contribuable invoquait tout simplement des dons manuels pour échapper à tout impôt (en particulier un redressement d'impôt sur le revenu).

C'est pourquoi, la loi des finances pour 1992 a introduit le nouvel article 757 dans le Code général des impôts, qui se lisait comme suit :
« Les actes renfermant soit la déclaration par le donataire ou ses représentants, soit la reconnaissance judiciaire d'un don manuel, sont sujets au droit de donation.

La même règle s'applique lorsque le donataire révèle un don manuel à l'administration fiscale. »
Cette possibilité de taxer d'office les dons manuels ainsi « révélés » à l'administration fiscale devait remédier à cette évasion fiscale à l'impôt sur le revenu. Le but ne serait pas forcément de taxer ainsi ces dons, mais le taux retenu (60 % entre personnes non parentes) devait inciter le contribuable à présenter la véritable nature des revenus découverts.

### Application des droits de donation aux associations
Si l'on examine les travaux préparatoires de la loi des finances pour 1992, il était clair dans l'esprit du législateur que cette disposition concernait les personnes physiques, et plus particulièrement les contribuables qui sont soumis à l'impôt sur le revenu, et non les personnes morales, telles que les associations à but non lucratif.
Néanmoins, dès le début, des doutes ont été exprimés sur le risque de taxer les dons manuels par les associations. Par exemple, le député Jacques Roger-Machart a interrogé le ministre délégué au Budget sur « le régime fiscal auquel pourraient être soumis les dons manuels lorsqu'ils sont révélés à l'administration fiscale par un organisme à but non lucratif ». Comme il l'expliquait déjà à l'époque : « Il ressort, en effet, de l'article 15 de la loi de finances pour 1992 que lesdits organismes, en cas de tenue d'une comptabilité et la délivrance d'un reçu, pourraient se voir soumis au régime de donation entre non-parents, soit 60 p. 100, chaque fois que le donataire ne peut revendiquer l'une des exonérations de l'article 795, ce qui n'est que rarement le cas. » En réponse, le ministre délégué explique que les associations déclarées qui ont pour but exclusif l'assistance ou la bienfaisance sont exonérées de droits de mutation à titre gratuit. Il ajoute également que « les reçus délivrés aux donateurs par les organismes visés aux articles 200 et 238 bis du code général des impôts restent sans incidence sur l'application des dispositions de l'article 15 de la loi de finances pour 1992 qui concernent, pour l'essentiel, les personnes physiques ».

### Taxation d'associations à but non lucratif
Plus tard, la pratique administrative a changé et a décidé que cette taxation concernait aussi les dons manuels perçus par les associations à but non lucratif. Dans une affaire inédite, qui a surpris le monde associatif et qui a fait l'objet de nombreuses critiques de la part de la doctrine (consulter la bibliographie plus loin), l'administration fiscale a décidé que la présentation de la comptabilité tenue par une association à but non lucratif (loi de 1901) lors d'une vérification par un agent constituait une révélation au sens de l'article 757 du Code général des impôts et que les dons manuels ainsi comptabilisés devaient dès lors être déclarés dans un délai d'un mois et soumis en conséquence aux droits d'enregistrement.
Dans une réponse à un député, le ministre de l'Économie a confirmé cette nouvelle interprétation de la loi, en expliquant que cette taxation d'office des dons révélés « sont notamment applicables aux dons manuels réalisés au profit d'associations ».

### Exonération des associations d'intérêt général
À la suite de cette nouvelle pratique administrative effectuée dans le cadre de la lutte contre les sectes, les associations ont exprimé leur inquiétude de voir taxer leur principal moyen de financement. Ainsi la revue Les Amis des monastères a-t-elle expliqué que «les communautés non reconnues qui recevaient directement des dons manuels ne peuvent délivrer aucun reçu fiscal. Pire, une menace fiscale existe bel et bien à leur endroit». Et d'ajouter dans une note que «si l'association devait être taxée il y aurait un espace de discussion juridique à défendre contre l'administration». Car seules les associations reconnues d'utilité publique et les associations cultuelles sont exonérées des droits de mutation à titre gratuit, selon l'article 795 du Code général des impôts.

Une première tentative d'ajouter explicitement dans la législation l'exonération des associations d'intérêt général a été proposée en mai 2001, mais n'a pas été retenue. Finalement, l'article 2 de la loi du 1er août 2003 relative au mécénat, aux associations et aux fondations a ajouté à l'article 757 du Code général des impôts la phrase suivante :
« Ces dispositions ne s'appliquent pas aux dons manuels consentis aux organismes d'intérêt général mentionnés à l'article 200. »
Depuis lors, les associations qui remplissent certains critères d'intérêt général, celles qui ouvrent droit à réduction d'impôt pour leurs donateurs, ne risquent plus d'être taxées sur les dons manuels qu'elles reçoivent au titre des droits d'enregistrement, notamment en cas de vérification de comptabilité.

## Affaires

### Taxation de l'Association Les Témoins de Jéhovah
L′Association Les Témoins de Jéhovah a subi une vérification de comptabilité effectuée par l'administration fiscale, qui a débuté le 28 novembre 1995 et s'est échelonné jusqu'au 18 janvier 1999. Il portait sur la période du 1er janvier 1992 au 31 août 1996. Cet examen approfondi a confirmé le caractère non lucratif des activités de l'association. Lors de ce contrôle fiscal, l'administration a constaté que l'Association "Les Témoins de Jéhovah" a recueilli entre le 1er janvier 1993 et le 31 août 1996 des sommes d'argent qu'elle a enregistrées dans sa comptabilité sous la désignation d'« offrandes ».
L'administration ayant considéré qu'il s'agissait de « dons manuels » et que la présentation des documents comptables à l'agent du fisc constituait une « révélation » au sens de l'article 757 du Code général des impôts, elle a mis en demeure l'association de déclarer ces dons dans un délai d'un mois. La déclaration de dons manuels n'étant pas obligatoire, l'association a refusé de transmettre une telle déclaration, ce qui aurait rendu automatiquement les dons taxables.
En conséquence, la direction des services fiscaux des Hauts-de-Seine-sud a utilisé la procédure de taxation d'office et a notifié en mai 1998 aux Témoins de Jéhovah un redressement de 45 millions d'euros, correspondant pour moitié aux droits de donation au taux de 60 % (qui s'applique aux donations entre personnes non parentes, conformément à l'article 777 du Code général des impôts) auxquels s'ajoutent les pénalités (soit 80 % du montant réclamé) et les intérêts de retard. Alors que les associations à but non lucratif étaient jusque-là exonérées de droits de donations sur les dons manuels qu'elles reçoivent, l′Association Les Témoins de Jéhovah a été la première personne morale à être imposée sur cette base.
Fin juin 1998, le quotidien Le Monde a annoncé que le Consistoire national des Témoins de Jéhovah de France avait pris l'initiative de rendre public le différend qui opposait depuis deux ans les Témoins de Jéhovah aux services fiscaux, information relayée les jours suivants dans la presse française. Dans un communiqué de presse du même jour, la Fédération chrétienne des Témoins de Jéhovah de France dénonce cette « taxe exorbitante » qui est « exigée sur le denier du culte des Témoins de Jéhovah ». Selon elle, « cette décision repose sur une interprétation erronée de la loi et pourrait avoir des répercussions sur les dons faits à toutes les religions et à toutes les associations de France ». Plus tard dans la semaine, une conférence de presse présidée par Willy Fautré, président de la ligue Droits de l’homme sans frontières à Bruxelles, s'est tenue le 2 juillet 1998 pour dénoncer un « précédent » dangereux pour les associations et condamner l'iniquité de cette « dragonnade fiscale ». Alain Garay, avocat de l'Association des Témoins de Jéhovah et spécialiste du droit fiscal, signalait notamment en cette occasion que seules 5 % des 800 000 associations déclarées en France bénéficiaient d'exonération fiscale dès lors qu'elles répondraient aux critères d'utilité publique, de bienfaisance ou d'assistance.

#### Structure associative des Témoins de Jéhovah
Le culte des Témoins de Jéhovah est organisé en France par deux types d'associations, en fonction de leur objet :
- Des associations cultuelles conformes à la loi du 9 décembre 1905, qui assurent aux niveaux national, régional et local la pratique du culte des Témoins de Jéhovah. Un millier d'associations locales des Témoins de Jéhovah, tout comme leur représentation nationale[25], sont habilitées à recevoir des dons et legs et à délivrer des reçus fiscaux qui ouvrent droit à une réduction d'impôts pour les donateurs (articles 200 et 238 bis du code général des impôts). En tant qu'associations cultuelles, elles sont donc exonérées des droits de mutation à titre gratuit, selon l'article 795 du Code général des impôts, et ne sont donc pas concernées par cette taxation des dons manuels.

- Des associations à but non lucratif déclarée seulement selon la loi du 1er juillet 1901. L'Association "Les Témoins de Jéhovah" (déclarée le 1er septembre 1947) fait partie de cette catégorie d'associations qui ne sont pas considérées comme strictement cultuelles au sens de la loi du 9 décembre 1905, puisqu'elle gérait au niveau national les activités d'impression des ouvrages publiés par les Témoins de Jéhovah en France. Avant la loi du 1er août 2003 relative au mécénat, aux associations et aux fondations[17], ces associations ne bénéficiaient d'aucun texte législatif leur assurant l'exonération de ces droits de donation. Depuis cette modification législative, les associations qui justifient d'un intérêt général sont exclues de cette taxation des dons manuels.

Ainsi, sur l'ensemble des associations liées au culte des Témoins de Jéhovah, seules deux associations, l'Association "Les Témoins de Jéhovah" (ATJ) et la Communauté chrétienne des Béthélites, ont fait l'objet d'un tel redressement fiscal sur les dons manuels qui lui sont consentis.

#### Procédure judiciaire interne
Le 23 novembre 1999, l'Association les Témoins de Jéhovah a assigné le directeur des services fiscaux des Hauts-de-Seine Sud devant le juge compétent en vue de l'annulation de la notification du redressement et de l'avis de mise en recouvrement. Le 4 juillet 2000, le Tribunal de grande instance de Nanterre a validé le redressement fiscal et rejeté l'ensemble des arguments présentés par l'association à but non lucratif.

Plusieurs revues juridiques ont exprimé leur étonnement face à cette jurisprudence inédite. Par exemple, la revue Juris Associations explique dans une longue analyse de ce jugement :
« Si elle devait être confirmée pour toute association quelle qu'elle soit, une telle décision serait bien évidemment dramatique compte tenu du montant de l'imposition. »

Quant au Bulletin des Associations et Fondations (publié par les Éditions Francis Lefebvre), il a dénoncé les risques d'une telle imposition :
« Cette décision constitue une menace pour toutes les associations qui sont financées en tout ou partie par les dons de leurs fidèles, adeptes ou sympathisants. En cas de vérification fiscale, elles feront l'objet de redressements (au taux de 60 %) sur les dons manuels que leur comptabilité « révèlera ». Si elles refusent de déférer aux mises de demeure de déposer l'imprimé 2735 de déclaration des dons reçus, une pénalité de 80 % viendra ajouter à la taxation, ce qui portera le total du redressement à un montant supérieur à celui des dons reçus... »
Le journal Les Echos a également publié le point de vue d'un avocat fiscaliste sous le titre " La liberté d'association menacée par Bercy " :
« En d'autres termes, cette pratique confiscatoire menace de mort toutes les associations déclarées, petites ou grandes, établies en France qui pour la plupart ne fonctionnent au quotidien que grâce à la générosité de leurs membres ou de leurs sympathisants, comme les associations de parents d'élèves ou les associations de quartier, ou encore les associations de transmission d'une réflexion humaniste et spirituelle.

Cette attaque très violente contre le monde associatif est d'autant plus grave qu'elle est fondée sur une analyse juridique totalement dépourvue de fondement légal. »
Pourtant, la Cour d'appel de Versailles a également confirmé le redressement fiscal en relevant que :
- l'article 757 du Code général des impôts s'applique à toutes personnes, qu'elles soient physiques ou morales, le législateur n'ayant établi aucune limite ;
- les sommes portées en comptabilité qualifiées d'« offrandes » constituent bien des dons manuels ; la volonté de contribuer à l'exercice d'un culte n'efface pas l'intention libérale ; la modicité du don n'exclut pas la qualification de libéralité ;
- la présentation de la comptabilité vaut « révélation » au sens de l'article 757 alinéa 2 du Code général des impôts ;
- les relevés n'étant que la transcription imprimée de documents papier et les ordinateurs étant utilisés à seule fin de mise en forme des informations recueillies et d'édition du document, il n'y a donc pas de traitement automatisé visé à l'article 5 de la loi du 6 janvier 1978 relative à l'informatique, aux fichiers et aux libertés.

Cette interprétation inédite de l'article 757 du Code général des impôts a été plus ou moins critiquée dans les principales revues de droit pour diverses raisons :
1. L'application aux personnes morales, telles que les associations, de l'article 757 du Code général des impôts serait contraire à la volonté du législateur, conformément aux travaux parlementaires qui ont précédé sa promulgation. Cette modification apportée à la législation par la loi des finances pour 1992 devait remédier à une certaine évasion fiscale à l'impôt sur le revenu. En effet, lorsqu'un agent du fisc découvrait au cours d'un contrôle fiscal des revenus dissimulés, le contribuable invoquait généralement des dons manuels pour échapper à l'impôt. Cette possibilité de taxer d'office les dons manuels ainsi « révélés » par le contribuable permettait désormais de faire pression pour l'inciter à présenter la véritable nature de ces revenus non déclarés. Cette disposition fiscale visait donc essentiellement les personnes physiques, qui sont imposables sur le revenu. Le fait que le formulaire de déclaration de don manuel (imprimé n° 2735) ne s'adresse apparemment qu'aux personnes physiques et qu'il n'envisage pas qu'une association puisse être donataire (notamment lorsqu'il demande d'indiquer le degré de parenté entre le donateur et le donataire) est d'ailleurs utilisé comme exemple pour confirmer la pratique traditionnelle de l'administration, qui dispensait jusque-là les organismes à but non lucratif des droits de donation sur les dons servant à leur financement.
2. La simple présentation de la comptabilité ne constituerait pas une révélation au sens de l'article 757 du Code général des impôts. Selon le Bulletin des Associations et Fondations[29], « Dès lors que les personnes morales n'ont aucune obligation fiscale de déclarer les dons manuels qu'elles reçoivent, la révélation de ces dons ne peut être que facultative et laissée à leur appréciation. La présentation de la comptabilité au cours du contrôle fiscal ne peut pas constituer une telle révélation. » La Revue de Droit Fiscal[32] défend le même point de vue : « La tenue d'une comptabilité régulière des oboles et offrandes ne saurait déboucher sur une révélation à l'Administration dans l'hypothèse d'un contrôle fiscal. Cette analyse peut-être confortée par deux séries d'éléments : d'une part, le sens commun de la notion de révélation, d'autre part, la ratio legis qui a présidé à l'adoption du deuxième alinéa de l'article 757 du CGI. » La révélation des dons manuels ne pourrait donc découler que d'une démarche volontaire et spontanée du contribuable et non d'une simple réponse à une demande d'un agent du fisc.
3. La modicité des dons pourrait également justifier l'exonération des droits de mutation à titre gratuit. C'est le point de vue que soutient Nathalie Peterka, qui a consacré une thèse aux dons manuels, dans le Répertoire Defrénois[33] : « Il a été soutenu, au sujet des dispositions modiques, qu'elles ne constituent pas des donations au motif que l'élément extra-causal de la libéralité fait défaut. Alors que les dons manuels appauvrissent le donateur et enrichissent le donataire, les dons modiques, tels que les cadeaux d'usages ou les donations de fruits et de revenus, n'enrichissent ni n'appauvrissent aucune des parties. Il en résulterait que, toute donation supposant un enrichissement et un appauvrissement corrélatifs, les dons minimes ne sont pas des donations [...] S'agissant des dons manuels consentis à l'association « Les Témoins de Jéhovah », il n'est pas déraisonnable de soutenir que la modicité de chacun d'entre eux pouvait être présumée. Les critères formel et intentionnel - tenant à la forme de la tradition, au caractère fréquemment anonyme des dons et à leur but pieux et charitable - étaient incontestablement réunis. À ce titre, l'association donataire méritait d'être exonérée de l'impôt. »

Dans son arrêt rendu le 5 octobre 2004, la Cour de cassation a rejeté le pourvoi des Témoins de Jéhovah en tous ses moyens et a confirmé que l'article 757 du Code général des impôts s'applique également aux dons manuels reçus par les associations à but non lucratif et que la présentation de documents comptables lors d'un contrôle fiscal constitue une « révélation » au sens du même article, ce qui justifie la procédure de taxation d'office.

#### Recours devant la Cour européenne des droits de l'homme
L'association nationale des Témoins de Jéhovah a déposé le 25 février 2005 une requête auprès de la Cour européenne des droits de l'homme, considérant que la taxation sur les offrandes cultuelles porte atteinte à son droit de manifester et d'exercer sa religion. Selon elle, par l'importance du montant exigible, qui dépasse la valeur de ses biens, ses activités et son existence s’en trouveraient menacées. Le 21 septembre 2010, la Cour européenne des droits de l'homme a jugé la requête présentée par l'Association les Témoins de Jéhovah partiellement recevable, le grief tiré de l'article 9 de la Convention, visant l'atteinte à la liberté de religion, étant apparu suffisamment pertinent pour réclamer un examen au fond de l'affaire.
Finalement, la Cour européenne des droits de l'homme a condamné pour la première fois la France pour violation de l'article 9 de la Convention européenne, protégeant la liberté de religion. Dans son arrêt du 30 juin 2011, les sept juges européens ont conclu à l'unanimité que la taxation à hauteur de 60 % des dons reçus par l'Association les Témoins de Jéhovah a porté atteinte au libre exercice de la religion des Témoins de Jéhovah, déjà défendu par plusieurs autres arrêts fondateurs.

En premier lieu, la cour a jugé qu'il y a bien eu ingérence dans la pratique collective du culte des Témoins de Jéhovah en coupant « les ressources vitales de l'association » : 
« La cour constate que les dons litigieux constituant la source essentielle de financement de l’association par les fidèles, ceux-ci peuvent prétendre être directement affectés par la mesure fiscale. En effet, la taxation dont il s’agit a menacé la pérennité, sinon entravé sérieusement l’organisation interne, le fonctionnement de l’association et ses activités religieuses, étant observé que les lieux de culte étaient eux-mêmes visés »
Dans la deuxième étape, la cour s'est référée au paragraphe 2 de l'article 9 de la Convention, qui admet de telles restrictions seulement sous deux conditions : elles doivent être clairement prévues par la loi et nécessaires à la protection de l'ordre public ou des droits d'autrui. Or, en ce qui concerne la première, la cour a constaté que l'application de l'article 757 du Code général des impôts aux offrandes religieuses pour la requérante était imprévisible. Non seulement, l'intention du législateur concernait les personnes physiques et non les personnes morales, mais encore la notion de " révélation " se trouvait dans un flou juridique qui ne permettait pas de prévoir que la simple présentation de la comptabilité d'une association entrait dans ce cadre. En conclusion, « une telle interprétation de la disposition litigieuse était difficilement prévisible pour l’association requérante dans la mesure où jusqu’alors les dons manuels échappaient à toute obligation de déclaration et n’étaient pas systématiquement soumis aux droits de mutation à titre gratuit ». Le premier critère n'étant pas rempli, inutile d'examiner le second qui aurait été plus délicat.
La juridiction européenne a remis à plus tard la détermination des sommes dues par le gouvernement français à l'association, en encourageant les deux parties à convenir d'un accord qu'il resterait à valider.

#### Conséquences de l'arrêt de la CEDH
La Mission interministérielle de vigilance et de lutte contre les dérives sectaires a déclaré prendre acte de cet arrêt et son président souhaite que l'État demande le renvoi de l'affaire devant la grande chambre de la CEDH. Dans une dépêche de l'AFP, Georges Fenech a confié qu'il considère cette décision comme un " non événement ", qui serait utilisé à tort comme une reconnaissance par la Cour européenne des Témoins de Jéhovah comme religion. Selon lui, « l'administration fiscale avait d'ores et déjà accordé le bénéfice d'Association cultuelle à trois organisations jéhovistes nationales " et " environ 1.000 associations locales des Témoins de Jéhovah bénéficient dans 98 départements du statut cultuel ».
Interrogé par le député Jean-Pierre Brard sur les suites à donner à cet arrêt et l'éventuelle possibilité de renvoyer l'affaire devant la Grande chambre de la CEDH, le ministre du Budget a répondu que la décision ne répondait pas aux critères de gravité permettant de demander un réexamen par la Grande chambre. Il a expliqué à l'occasion que la cour a jugé que l'imposition des dons constituait « une ingérence dans l'exercice d'une liberté religieuse, qui, dès lors que la CEDH estime qu'elle était imprévisible à l'époque des faits, est injustifiée ». En effet, à l'époque, aucune doctrine administrative ni aucune jurisprudence ne permettait de prévoir que la taxation des dons manuels s'appliquerait également aux personnes morales et que la présentation des pièces comptables serait interprétée comme une « révélation » déclenchant l'imposition. Selon lui, la législation fiscale française ne serait pas remise en cause, puisque la condamnation reposerait essentiellement sur le fait que l'association des Témoins de Jéhovah a été la première à être ainsi taxée.
Aucun appel n'ayant été engagé dans les trois mois, l'arrêt dans l'affaire Association les Témoins de Jéhovah contre France est devenu définitif. Faute d'un accord entre les parties, la Cour européenne a ordonné en juillet 2012 que la France rembourse quelque 6,4 millions d'euros à l'association les Témoins de Jéhovah

### Taxation de l'Église Évangélique Missionnaire
Appelée à sa création en 1964 « Église Évangélique de Pentecôte de Besançon », l'association a adopté plus tard l'appellation « Église Évangélique Missionnaire ». Après avoir été qualifiée de mouvement sectaire par le rapport parlementaire Les sectes en France publié en janvier 1996, cette association a fait l'objet d'une vérification de comptabilité portant sur la période du 1er janvier 1993 au 31 décembre 1995 par la direction des services fiscaux du Doubs. Le caractère non lucratif a été constaté par l'administration, qui cependant lui a refusé le bénéfice du statut cultuel. Le 19 septembre 1997, un redressement fiscal de 408 797,68 euros lui a été notifié au titre des droits d'enregistrement sur les dons manuels « révélés » au sens de l’article 757 du code général des impôts lors du contrôle fiscal ainsi que des pénalités de retard.
L’Église Évangélique Missionnaire ayant assigné l'administration devant le Tribunal de grande instance de Besançon, celui-ci a annulé le redressement notifié par les services fiscaux. Dans son jugement du 13 mai 2003, le juge a estimé pour cela qu'« il résulte des statuts de l’Église Évangélique Missionnaire que l’objet de l’association est d’assurer l’exercice public du culte évangélique et de pourvoir aux frais et besoins de ce culte » et a conclu que « la demanderesse démontrant qu’elle remplit les conditions lui permettant de prétendre à l’exonération des droits de mutation sur les dons manuels dont elle bénéficie, et ce en application de l’article 795-10° du code général des impôts, il convient de faire droit à la demande et d’annuler le redressement qui lui a été notifié le 19 septembre 1997 par l’administration fiscale pour une somme de 278 567,50 euros en principal et celle de 130 230,18 euros au titre des pénalités ».
En revanche, la Cour d’appel de Besançon a infirmé le jugement en décidant que la requérante ne pouvait pas bénéficier de l’exonération prévue à l’article 795‑10° du CGI en faveur des associations cultuelles car elle ne justifiait pas qu’elle était reconnue comme telle par l’autorité préfectorale, au moment du fait générateur de la taxation. Son pourvoi devant la Cour de cassation a été déclaré non admis.
Dans son arrêt du 31 janvier 2013, la Cour européenne des Droits de l’Homme a conclu à l’existence d’une ingérence dans l’exercice des droits garantis par l’article 9 de la Convention relatif à la liberté de pensée, de conscience et de religion. Ainsi a-t-elle relevé que l’Église Évangélique Missionnaire était « considérée comme une petite association », que le montant de l'impôt l'a contrainte à « vendre certaines de ses propriétés pour s’acquitter de l’impôt ». Elle conclut en conséquence que « l’impact de la mesure litigieuse sur les ressources de la requérante fut important et de nature à sérieusement freiner l’exercice de son activité religieuse ».

### Taxation des associations du Mandarom
L’Association Cultuelle du Temple Pyramide et l’Association des Chevaliers du lotus d’or appartiennent à un ensemble d’associations dédiées au culte de l’Aumisme. Également classée comme «secte» par la commission d'enquête parlementaire en 1995, l’Association Cultuelle du Temple Pyramide a subi une vérification de comptabilité durant laquelle l'administration fiscale a constaté les sommes d'argent enregistrées dans sa comptabilité sur une période de 1992 à 1995. Elle a ensuite mis en demeure l'association de déclarer ces dons dans le délai d'un mois conformément à l'article 635 A du code général des impôts, puis, en l'absence de déclaration, l'administration a recouru à la procédure de taxation d'office et notifié un redressement fiscal, composé des droits d'enregistrement, pénalités et intérêts de retard. Pareillement, l’Association des Chevaliers du lotus d’or a été redressée sur les dons manuels perçus entre 1992 et 1995.
Par deux arrêts rendus le 3 novembre 2005, la Cour d'appel d'Aix-en-Provence a confirmé les jugements de première instance, qui avaient retenu que les sommes versées constituaient bien des dons, qu'aucune raison invoquée ne justifiait une exonération des droits de mutation et donc que la procédure de taxation d'office avait été régulièrement mise en œuvre. La Cour de cassation a réitéré sa position selon laquelle la présentation des pièces comptables est un fait générateur de la taxation des dons manuels et confirmé dès lors l'imposition des dons manuels perçus par l' Association cultuelle du temple pyramide et ceux de l' Association des Chevaliers du lotus d’or.
S'appuyant sur sa jurisprudence Association les Témoins de Jéhovah du 30 juin 2011, la CEDH a également conclu dans ces deux affaires à l’existence d’une ingérence dans l’exercice des droits garantis par l’article 9 de la Convention, relevant notamment que « le redressement litigieux a entrainé des conséquences évidentes sur la continuité de l’exercice du culte de l’association requérante » et que « la taxation fiscale, l’action paulienne qu’à engagée l’administration fiscale par la suite et la saisie du terrain ont nécessairement visé la pratique et les lieux de culte ».
Selon le Nouvel Observateur, le « préjudice matériel » que doit rembourser la France à la secte du Mandarom s'élève à plus de 3,5 millions d'euros.

### Taxation duSukyo Mahikari France
L’association Sukyo Mahikari France, créée suivant les dispositions de la loi du 1er juillet 1901 relatives aux associations à but non lucratif, a été qualifiée de mouvement sectaire par le rapport parlementaire intitulé Les sectes en France en 1995. Après une vérification comptable durant laquelle des dons manuels ont été « révélés » selon l'interprétation de l'administration fiscale, une notification de redressement au taux de 60% lui a été adressée le 13 octobre 1999.
L'association a contesté cette décision devant le Tribunal de grande instance de Paris, qui a confirmé par un jugement du 24 janvier 2005 la régularité de la procédure de redressement, en ajoutant que « l’importance des activités économiques de la requérante présumée par l’importance de son patrimoine immobilier suffisait à justifier le contrôle litigieux » et qu'elle ne disposait pas d'une autorisation administrative de recevoir des libéralités en tant qu'association cultuelle. La Cour d'appel de Paris est allée dans le même sens et a souligné en particulier que « l’association requérante n’établit pas que le paiement des impositions fixées selon les règles de droit commun en matière de dons manuels porte atteinte, notamment au regard de l’importance de son patrimoine, à son fonctionnement, son développement et son existence ». Son pourvoi en cassation est finalement rejeté le 13 janvier 2009.
Examinant le recours déposé le 9 juillet 2009 devant elle notamment principalement pour violation de l’article 9 de la Convention, la Cour européenne des droits de l'homme a déclaré sa requête irrecevable dans sa décision rendue le 8 janvier 2013. La Cour explique pour quelle raison elle estime insuffisante les conséquences de la taxation dénoncées par la requérante pour poser une question de manquement au respect de l’exercice de la liberté de religion sous l’angle du paragraphe 1 de l’article 9 de la Convention européenne :
« La Cour observe que la taxation litigieuse a porté sur la totalité des dons manuels reçus pour la période considérée et que ceux-ci représentaient à peu près 60 % des ressources de l’association requérante selon les indications données par le Gouvernement et non contredite par elle. Si cette dernière fonctionnait en partie à l’aide des dons manuels, force est de constater toutefois que, à la différence de l’affaire de l’Association les Témoins de Jéhovah précitée, leur taxation n’a pas eu pour effet de couper ses ressources vitales ni d’entraver son activité religieuse. La Cour se réfère à cet égard aux chiffres donnés par le Gouvernement sur l’impact fiscal de la taxation (paragraphe 18 ci-dessus) – soit entre 24 et 26 % de l’ensemble des ressources de l’association requérante – et à l’absence de conséquences de celle-ci sur les lieux de culte. »

### Revirement de jurisprudence opéré par la Cour de cassation
Tirant les conséquences de l'arrêt Association les Témoins de Jéhovah contre France rendu le 30 juin 2011 par la Cour européenne des droits de l'homme, la Cour de cassation a inversé sa jurisprudence par un premier arrêt du 15 janvier 2013 en rejetant désormais l'interprétation doctrinale de l'administration fiscale, selon laquelle la présentation par le contribuable de sa comptabilité lors d’une procédure de vérification de comptabilité constituerait une « révélation » des dons manuels au titre de l’article 757 du Code général des impôts. Dans cette affaire de taxation des dons manuels perçus en 1999 et 2000 par l'association L'Arche de Marie, la Cour de cassation a validé l'arrêt de la Cour d'appel de Rennes qui « constate que l'association n'avait rien révélé volontairement à l'administration et que seule la vérification de sa comptabilité, par les contrôleurs, avait fait apparaître les dons manuels litigieux ; que la cour d'appel en a déduit à bon droit que la procédure de vérification de comptabilité mise en œuvre ne pouvait être le support de l'appel des droits de donation ».
Cette nouvelle interprétation a également été confirmée par la Cour de cassation dans le cas d'un redressement fiscal sur des dons manuels entre particuliers : « la découverte d'un don manuel à l'occasion d'une procédure de vérification de comptabilité ne saurait constituer la révélation volontaire de celui-ci à l'administration ».
Cependant, l'administration fiscale va poursuivre son intention de taxer les dons manuels perçus par des associations à but non lucratif (loi de 1901) en développant un nouveau raisonnement : la révélation de dons manuels en réponse à une demande de renseignements de la part de l'administration, notamment lors d'un contrôle fiscal, serait ainsi «faite spontanément» et donc soumise aux droits de mutation à titre gratuit. Ce raisonnement a d'abord été validé par le Tribunal de grande instance de Limoges, puis par la Cour d'appel de Limoges. L'avocat spécialiste en droit des associations Me Jean-Baptiste Autric a d'ailleurs dénoncé les incohérences provoquées par une telle décision :
« Nous sommes donc toujours en présence de la même imprévisibilité fiscale que celle condamnée initialement par la CEDH et qui pèse sur le contribuable, puisque si celui-ci est uniquement contrôlé sans demande d'information de la part du vérificateur, ou sans réponse de sa part, celui-ci ne sera pas taxé. Cela reviendrait dans ces circonstances à encourager les contribuables à ne pas répondre aux éclaircissements sollicités par l'administration. […] Gageons que la sagesse de la Cour de cassation saura mettre fin à cette confusion. »
Le 6 décembre 2016, la Cour de cassation va finalement casser et annuler l'arrêt de la Cour d'appel de Limoges en concluant que « la découverte d'un don manuel lors d'une vérification de comptabilité, résulterait-elle de la réponse apportée par le contribuable à une question de l'administration formée à cette occasion, ne peut constituer une révélation par le donataire au sens de l'article 757 du code général des impôts ». Me Jean-Baptiste Autric tire les conséquences de cette jurisprudence probablement définitive :
« Dans un arrêt qui s'apparente en tout à une décision de principe tant son dispositif est clair et sans ambiguïté, la Cour de cassation a récemment mis un terme – espérons-le, définitif – aux divergences d'interprétation sur la notion de révélation qui faisait peser sur les associations bénéficiaires de dons manuels un risque latent. […] Les dons manuels en faveur des associations qui ne sont pas d'intérêt général ne pourront plus faire l'objet d'une taxation au titre des droits de mutation à titre gratuit, y compris en cas de contrôle fiscal, tant qu'ils n'auront pas été volontairement révélés – et déclarés – par le contribuable. »
Me Philippe Goni, avocat au Barreau de Paris, confirme dans La Gazette du Palais que ce revirement de jurisprudence empêche désormais la possibilité de taxer les dons manuels révélés lors d'un contrôle fiscal : « Le champ d'application de l'article 757 du CGI se trouve désormais considérablement réduit puisque ni la révélation ni la présentation de comptabilité, ni la réponse à l'administration ne peuvent constituer l'élément générateur de la taxation des dons manuels. […] Autant dire que le recours à l'article 757 du CGI, après avoir connu ses heures de gloire, ne constituera plus une menace pour le monde associatif et ne devrait plus guère servir d'arme fiscale dans la lutte contre les associations dites “sensibles”. »

### Sources juridiques

#### Études générales sur les dons manuels
- Daniel Faucher, « Fiscalité des dons manuels : imprescriptibilité virtuelle ? », Droit & Patrimoine, n° 82, mai 2000, p. 35-37.

#### Ouvrages traitant des dons manuels aux associations
- Xavier Delsol, « Dons manuels », in Xavier Delsol, Alain Garay, Emmanuel Tawil, Droit des cultes - Personnes, activités, biens et structures, Éditions Juris associations, Lyon, 2005, pp. 466–487.
- Alain Garay, Daniel Guizard, Les Dons manuels aux associations - Régime juridique et fiscal, Éditions Juris Service, Lyon, 2002.
- Philippe GONI, « Le régime des dons manuels », in Les Témoins de Jéhovah : Pratique cultuelle et loi du 9 décembre 1905, Éditions L'Harmattan, Paris, 2004, pp. 93–99.

#### Articles de fond sur le cadre juridique des dons manuels aux associations
- Bruno Bélouis, « La liberté d'association menacée par Bercy », Les Échos, 5 mars 2001, p. 69.
- Maurice-Christian Bergerès, « Quelle arme fiscale contre les sectes ? », Revue de Droit Fiscal, n° 25, 2001, pp. 934–939.
- Xavier Delsol, « Vers une taxation des dons manuels aux associations ? », Juris Associations, n° 225, 1er octobre 2000, pp. 17, 38-44.
- Alain Garay, « Discrimination culturelle », Les Affiches Parisiennes, 26, 27, 28 septembre 1998, p. 14.
- Michel de Guillenchmidt, « La révélation des dons manuels ou l'apocalypse fiscale », Revue de Jurisprudence Fiscale, décembre 2000, pp. 905–908.
- Louis Martin, « Les associations cultuelles et l'article 757 nouveau du code général des impôts », La Semaine Juridique Notariale et Immobilière, n° 15, 9 avril 2004, pp. 652, 653.
- Nathalie Peterka, « L'imposition des dons manuels aux associations déclarées », Répertoire Defrénois, n° 01/02, pp. 3–19.
- Noël Raimon, « La fiscalité des dons manuels aux associations : le syndrome de la dilatation ? », Associations - La lettre d'information de la Société Générale, n° 16, avril 2002, pp. 1–6.
- Rédaction des Editions Francis Lefebvre, « De l'imposition des dons faits aux sectes », Le Monde, 30 novembre, 1er décembre 2003.